# Charles McLaren, 3. baron Aberconway
Charles McLaren, 3. baron Aberconway (16. dubna 1913 – 4. února 2003) byl britský průmyslník.

## Život
Narodil se 16. dubna 1913 jako syn Henryho McLarena, 2. barona Aberconway a Christabel Macnaghte.
Vzdělával se na Eton College a New College, Oxford. Stal se právníkem v Middle Temple.
Jako mladý muž se stal ředitelem John Brown & Company, kde byl jeho otec předsedou.
Během 2. světové války působil v Royal Artillery (Královské dělostřelectvo) a získal hodnost podporučíka. Po válce se ujal po svém otci rodinného podniku. V letech 1947-1985 byl ředitelem Westland Aircraft. Roku 1946 byl zvolen smírčím soudcem za Denbighshire a roku 1950 vyšším šerifem za Denbighshire.
Dne 6. prosince 1941 se oženil s Deirdre Knewstub. Spolu měli tři děti:
- Julia Harriet McLaren (nar. 1942)
- Caroline Mary McLaren (nar. 1944)
- Charles McLaren, 4. baron Aberconway (nar. 1948)

Roku 1949 bylo manželství rozvedeno a ve stejný rok se oženil s Ann Bullard (roz. Aymer, matka Robin Lindsay Bullard, hraběnky z Onslow). Spolu měli jednoho syna:
- Michael Duncan McLaren, QC (nar. 1958)

Roku 1953 zdědil po svém otci titul barona a předsednictví ve firmě John Brown & Company.
Zemřel 4. února 2003.